# Kurt Braatz

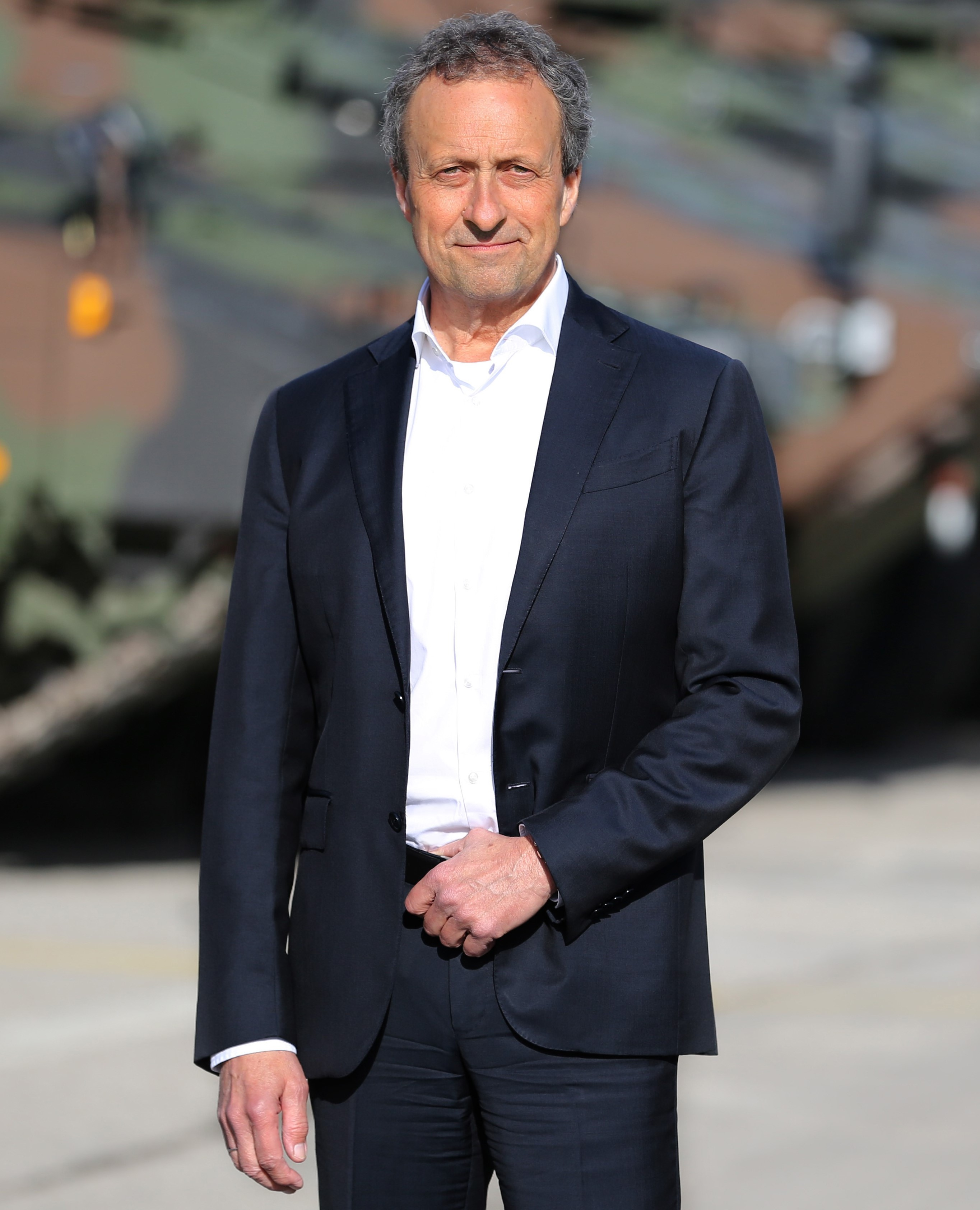
Kurt Braatz im Oktober 2021

Kurt Braatz (* 29. Juni 1955 in Seligenstadt) ist ein deutscher Journalist, Kommunikationswissenschaftler und -manager. Er gilt als international renommierter Luftfahrthistoriker, spezialisiert auf Biografien.

## Leben
Braatz studierte Publizistik (M.A.), war von 1984 bis 1986 Wissenschaftler am Institut für Publizistik und wurde 1986 bei Elisabeth Noelle-Neumann an der Johannes Gutenberg-Universität Mainz mit der Dissertation Friedrich Nietzsche, eine Studie zur Theorie der Öffentlichen Meinung zum Doktor promoviert. Zuvor hatte er unter Noelle-Neumanns Leitung die Theorie der Schweigespirale mitentwickelt, die laut Elisabeth Noelle-Neumann als Standardmodell zur Erklärung des Prozesses der Öffentlichen Meinung gilt. Bis 1988 war er am Institut für Demoskopie Allensbach (IfD) als Organisationsleiter sowie auf den Fachgebieten Politik- und Medienforschung tätig. Danach wechselte er als Assistent in den Stab des Münchener Verlegers Hubert Burda, wo er unter anderem an Entwicklung und Markteinführung der Magazine Forbes und Focus beteiligt war. Bei Forbes leitete er bis 1993 das Ressort Kultur & Kommunikation. Außerdem war er bei Burda Leiter der Strategischen Planung.
Ab 1993 setzte er seine berufliche Laufbahn in der Öffentlichkeitsarbeit fort, so war er Leiter der Unternehmenskommunikation beim System- und Softwarehaus Strässle in Stuttgart. 1996 wurde er kurzzeitig Leiter der Presse- und Öffentlichkeitsarbeit bei Hewlett-Packard in Böblingen. Von 1996 bis 2002 war er Director Corporate Communications von Microsoft Deutschland in Unterschleißheim und Mitglied der Geschäftsleitung des Unternehmens, das damals wegen Monopolverdachts vor der Zerschlagung durch den Supreme Court der Vereinigten Staaten stand und sich in einer schweren Imagekrise befand. Die strategischen Kommunikationsmaßnahmen, mit denen er den Konzern und seinen Gründer Bill Gates vor den Wirkungen dieser Krise zu schützen suchte, hat Braatz in einem Beitrag für das Branchenmagazin c’t dargelegt, der einen seltenen Einblick in die Welt der Spin Doctors gibt.
Ab 2002 war Braatz als Consultant, Autor und Herausgeber in der Luftfahrt-Publizistik selbständig. Für den NeunundzwanzigSechs Verlag, an dem er beteiligt ist, konzipierte er unter anderem eine Biographien-Reihe über Piloten des Zweiten Weltkriegs, deren Bänden “…a well deserved place among the minority of World War Two memoirs which are held in equally high regard by both historians and literary critics” zugeschrieben werden. Die Erinnerungen der Jagdflieger Clarence E. "Bud" Anderson, Günther Rall, Wolfgang Falck, Paul Zorner, Martin Drewes, Roderich Cescotti und Julius Meimberg betreute Braatz als Herausgeber in der Edition 296; ferner die Erlebnisse des Testpiloten Wolfgang Czaia anlässlich dessen Erprobungsflügen auf den Nachbauten der Messerschmitt Me 262 sowie die ‚23 Fliegergeschichten’ des Luftfahrt-Romanciers Jochen Missfeldt. Als Autor veröffentlichte er bisher Lebensbeschreibungen von Günther Lützow, Walter Krupinski, Werner Mölders, Günther Josten und Robert Ritter von Greim (zwei Bände). Zum Jahresende 2024 hat der NeunundzwanzigSechs Verlag die Geschäftstätigkeit eingestellt. Kurt Braatz hat festgestellt: Die Entwicklungen, die Geschichten, die Schicksale, die uns wichtig waren, haben wir erzählt. Wir sind stolz darauf, dass wir sie vor dem Vergessen bewahren konnten.
In seiner Mölders-Biografie (2008) vertritt er die These, dass NS-kritische deutsche Kirchenvertreter den sogenannten Möldersbrief in Umlauf brachten. Die Produktion des ZDF-Dreiteilers ‚Göring – eine Karriere’ begleitete er, wie auch mehrere ausländische Produktionen, als Berater. Mit dem Schauspieler und Regisseur Gary Sinise produzierte er 2011 vier Folgen der 14-teiligen amerikanischen TV-Dokumentation "Missions That Changed the War" zum Luftkrieg über Europa. Für seine Verdienste um die Luftkriegs-Geschichtsschreibung war er bereits 2010 mit der Goldenen Ehrennadel der Gemeinschaft der Flieger deutscher Streitkräfte ausgezeichnet worden. Nachdem er als damals einziger Fachjournalist in der Süddeutschen Zeitung scharfe Kritik an den Sicherheitsmängeln des Red Bull Air Race übte, hat der österreichische Getränkehersteller die spektakuläre Kunstflug-Rennserie vorübergehend ausgesetzt.
Von Mai 2012 bis September 2021 war Kurt Braatz Bereichsleiter Strategie und Unternehmenskommunikation des Wehrtechnik-Herstellers Krauss-Maffei Wegmann. Im Oktober 2021 wechselte er als Chief Communications Officer zu KNDS N. V. nach Amsterdam. Unter dieser Dachgesellschaft wurden Krauss-Maffei Wegmann und das französische Rüstungsunternehmen Nexter Systems im Jahr 2015 zusammengeschlossen. Als Mitstifter des renommierten Einhard-Preises seiner Geburtsstadt Seligenstadt fördert er herausragende Werke der Biographik. Braatz ist seit seinem 14. Lebensjahr als Pilot aktiv. Er hält deutsche, europäische und US-Lizenzen sowie eine Kunstflugberechtigung.

## Schriften (Auswahl)

### Monografien
- Friedrich Nietzsche – Eine Studie zur Theorie der öffentlichen Meinung (= Monographien und Texte zur Nietzsche-Forschung. Band 18). de Gruyter, Berlin u. a. 1988, ISBN 3-11-011337-6.
- Schafsweide. Deutsche Geschichte auf dem Luftwaffen-Einsatzhafen Zellhausen 1937–1945. Edition NeunundzwanzigSechs, Moosburg 2001, ISBN 3-9807935-0-8.
- Gott oder ein Flugzeug. Leben und Sterben des Jagdfliegers Günther Lützow. NeunundzwanzigSechs Verlag, Moosburg 2005, ISBN 3-9807935-6-7.
- Werner Mölders. Die Biographie. NeunundzwanzigSechs Verlag, Moosburg 2008, ISBN 978-3-9811615-3-3.
- Walter Krupinski. Jagdflieger, Geheimagent, General. NeunundzwanzigSechs Verlag, Moosburg 2010, ISBN 978-3-9811615-5-7.
- Robert von Greim. Band I: Jagdflieger im Ersten Weltkrieg. NeunundzwanzigSechs Verlag, Moosburg 2016, ISBN 978-3-9818324-0-2.
- Robert von Greim. Band II: Hitlers letzter Feldmarschall. NeunundzwanzigSechs Verlag, Moosburg 2018, ISBN 978-3-9818324-1-9.
- Nutscheid. Eine Erzählung. NeunundzwanzigSechs Verlag, Moosburg 2022, ISBN 978-3-9818324-2-6.

### Herausgeberschaften
- Julius Meimberg: Feindberührung. Erinnerungen 1939–1945. NeunundzwanzigSechs Verlag, Moosburg 2002, ISBN 3-9807935-1-6.
- Günther Rall: Mein Flugbuch. Erinnerungen 1938–2004. 2. Auflage, NeunundzwanzigSechs Verlag, Moosburg 2004, ISBN 3-9807935-3-2.
- Wolfgang Falck: Falkenjahre. Erinnerungen 1910–2003. NeunundzwanzigSechs Verlag, Moosburg 2004, ISBN 3-9807935-2-4.
- Wolfgang Czaia: Projekt 262. Tagebuch des Testpiloten. NeunundzwanzigSechs Verlag, Moosburg 2006, ISBN 3-9807935-7-5.
- Paul Zorner: Nächte im Bomberstrom. Erinnerungen 1920–1950. NeunundzwanzigSechs Verlag, Moosburg 2007, ISBN 978-3-9807935-9-9.
- Clarence Anderson: ... zum Fliegen und Kämpfen. Erinnerungen 1922–1999. NeunundzwanzigSechs Verlag, Moosburg 2008, ISBN 978-3-9811615-2-6.
- Walter Wolfrum: Unbekannte Pflicht: Meine Erinnerungen als Jagd- und Kunstflieger, 1923–2009. NeunundzwanzigSechs Verlag, Moosburg 2009, ISBN 978-3-9811615-4-0.
- Martin Drewes: Sand und Feuer. Jagdflieger im Irak und über Deutschland. NeunundzwanzigSechs Verlag, Moosburg 2012, ISBN 978-3-9811615-6-4.
- Günther Josten: Gefechtsbericht. Kriegstagebücher 1939–1945. Kommodore in der Starfighter-Krise. NeunundzwanzigSechs Verlag, Moosburg 2011, ISBN 978-3-9811615-7-1. (gemeinsam mit Wilhelm Goebel)
- Roderich Cescotti: Langstreckenflug. Erinnerungen 1919–2012. NeunundzwanzigSechs Verlag, Moosburg 2012, ISBN 978-3-9811615-8-8.
- Jochen Missfeldt: Kommt Zeit, kommt Raum. 23 Fliegergeschichten. NeunundzwanzigSechs Verlag, Moosburg 2012, ISBN 978-3-9811615-9-5.

## Filmografie
- 2011: Missions That Changed the War (TV)